# Wein, Weib und Gesang (Walzer)

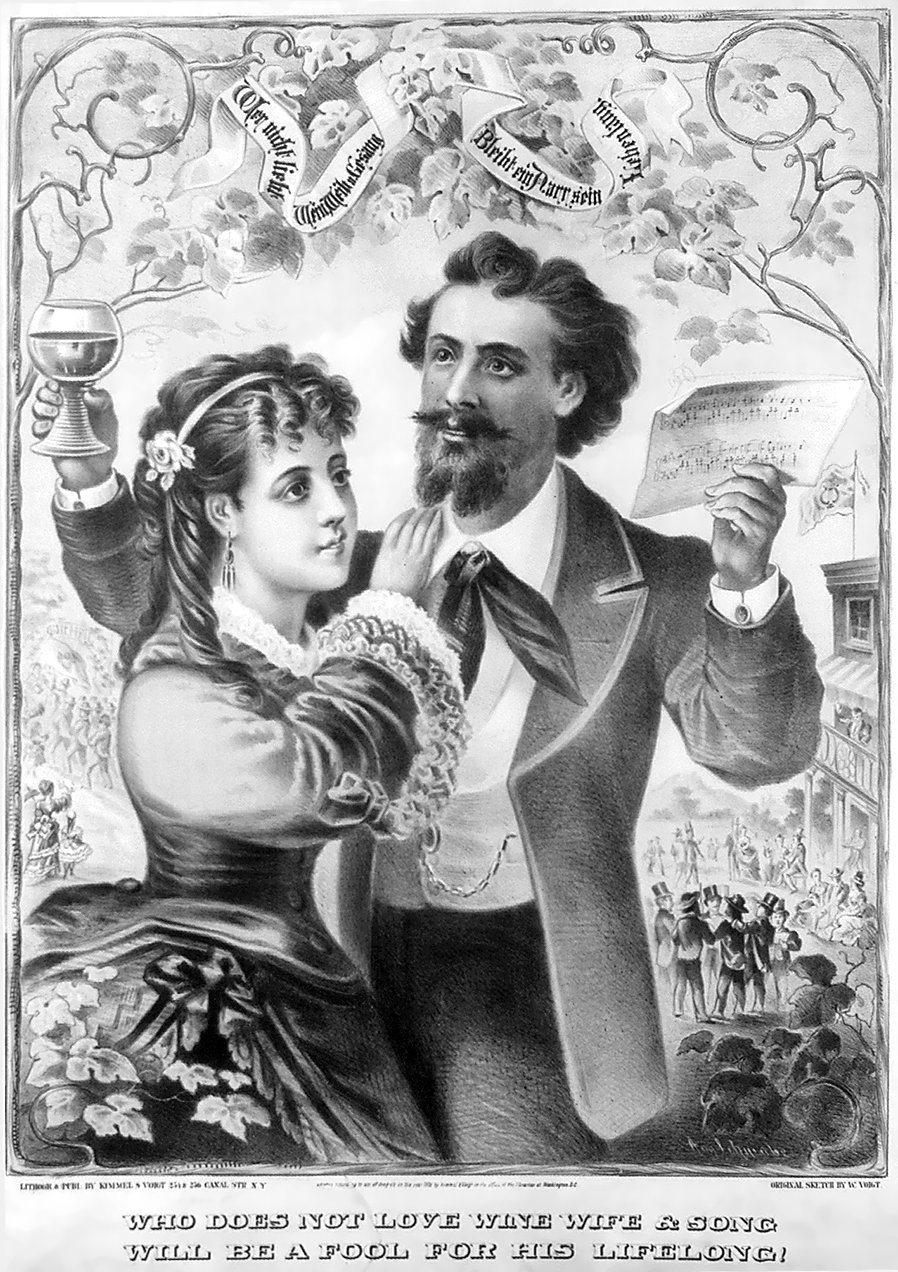
Wein, Weib und Gesang

Wein, Weib und Gesang ist ein Walzer von Johann Strauss Sohn (op. 333). Das Werk wurde im Jahr 1869 als Chorwerk für den Wiener Männergesang-Verein komponiert und am 2. Februar 1869, dem Narrenabend des Vereins, im Dianabad-Saal in Wien uraufgeführt.